# Coppa Italia Serie C 1994-1995
La Coppa Italia di Serie C 1994-1995 fu la ventitreesima edizione del trofeo (ex-Coppa Italia Semiprofessionisti) riservato alle 90 squadre partecipanti alla Serie C1 e alla C2.
L'edizione fu vinta per la prima volta dal Varese, che superò in finale il Forlì.

## Risultati

### Fase eliminatoria

#### Primo turno
Le gare si disputarono il 21 e il 31 agosto 1994.
| Squadra 1         | Totale | Squadra 2        | Andata | Ritorno         |
| ----------------- | ------ | ---------------- | ------ | --------------- |
| Alessandria       | 3 - 2  | Aosta            | 0 - 0  | 3 - 2           |
| Baracca Lugo      | 2 - 3  | Prato            | 1 - 2  | 1 - 1           |
| Barletta          | 3 - 2  | Bisceglie        | 1 - 0  | 2 - 2           |
| Battipagliese     | 3 - 2  | Avellino         | 2 - 0  | 1 - 2           |
| Brescello         | 1 - 2  | Carpi            | 0 - 0  | 1 - 2           |
| Carrarese         | 1 - 3  | Spezia           | 1 - 2  | 0 - 1           |
| Castel di Sangro  | 2 - 2  | Avezzano         | 1 - 0  | 1 - 2           |
| Castrovillari     | 4 - 2  | Fasano           | 1 - 1  | 3 - 1           |
| Catanzaro         | 2 - 3  | Siracusa         | 1 - 1  | 1 - 2 (dts)     |
| Centese           | 2 - 1  | Crevalcore       | 1 - 1  | 1 - 0           |
| Empoli            | 4 - 0  | Cecina           | 2 - 0  | 2 - 0           |
| Fano              | 2 - 3  | Vis Pesaro       | 1 - 2  | 1 - 1           |
| Fermana           | 1 - 1  | Giulianova       | 0 - 0  | 1 - 1 (dts)     |
| Forlì             | 4 - 3  | Rimini           | 2 - 2  | 2 - 1           |
| Formia            | 3 - 0  | Turris           | 1 - 0  | 2 - 0           |
| Frosinone         | 0 - 2  | Sora             | 0 - 0  | 0 - 2           |
| Giorgione         | 2 - 5  | Sandonà 1922     | 1 - 1  | 1 - 4           |
| Ischia Isolaverde | 2 - 5  | Albanova         | 2 - 1  | 0 - 4           |
| Lecco             | 5 - 0  | Palazzolo        | 4 - 0  | 1 - 0           |
| Legnano           | 2 - 2  | Saronno          | 0 - 1  | 2 - 1           |
| Maceratese        | 1 - 6  | Gualdo           | 0 - 3  | 1 - 3           |
| Massese           | 0 - 2  | Livorno          | 0 - 0  | 0 - 2           |
| Matera            | 1 - 2  | Casarano         | 0 - 0  | 1 - 2           |
| Ponsacco          | 1 - 2  | Pontedera        | 1 - 0  | 0 - 2 (dts)     |
| Molfetta          | 5 - 2  | Soccer Trani     | 2 - 1  | 3 - 1           |
| Montevarchi       | 1 - 2  | Pistoiese        | 0 - 2  | 1 - 0           |
| Novara            | 4 - 1  | Pro Vercelli     | 1 - 0  | 3 - 1 (dts)     |
| Ospitaletto       | 1 - 2  | Cremapergo       | 1 - 1  | 0 - 1           |
| Pavia             | 2 - 1  | Leffe            | 1 - 0  | 1 - 1           |
| Poggibonsi        | 0 - 6  | Siena            | 0 - 2  | 0 - 4           |
| Sangiuseppese     | 0 - 2  | Nola             | 0 - 0  | 0 - 2           |
| Savoia            | 2 - 2  | Nocerina         | 2 - 1  | 0 - 1           |
| Solbiatese        | 0 - 1  | Varese           | 0 - 0  | 0 - 1 (dts)     |
| Tempio            | 6 - 3  | Olbia            | 5 - 1  | 1 - 2           |
| Teramo            | 1 - 2  | Chieti           | 0 - 0  | 1 - 2           |
| Torres            | 2 - 2  | Astrea           | 1 - 1  | 1 - 1 (5-6 dcr) |
| Trapani           | 2 - 4  | Atletico Catania | 2 - 1  | 0 - 3           |
| Trento            | 0 - 5  | Lumezzane        | 0 - 3  | 0 - 2           |
| Valdagno          | 4 - 3  | Cittadella       | 1 - 3  | 3 - 0           |
| Pro Vasto         | 5 - 4  | Benevento        | 3 - 1  | 2 - 3           |

#### Secondo turno
Le gare si disputarono il 21 settembre ed il 5 ottobre 1994.
| Squadra 1        | Totale | Squadra 2     | Andata | Ritorno     |
| ---------------- | ------ | ------------- | ------ | ----------- |
| Albanova         | 3 - 3  | Formia        | 1 - 1  | 2 - 2       |
| Astrea           | 1 - 3  | Tempio        | 0 - 0  | 1 - 3       |
| Atletico Catania | 4 - 3  | Siracusa      | 2 - 0  | 2 - 3       |
| Barletta         | 3 - 2  | Molfetta      | 2 - 1  | 1 - 1       |
| Casarano         | 3 - 2  | Castrovillari | 2 - 1  | 1 - 1       |
| Castel di Sangro | 2 - 2  | Sora          | 1 - 0  | 1 - 2       |
| Centese          | 1 - 3  | Carpi         | 1 - 0  | 0 - 3       |
| Fermana          | 1 - 3  | Chieti        | 1 - 1  | 0 - 2       |
| Forlì            | 5 - 4  | Prato         | 2 - 2  | 3 - 2 (dts) |
| Gualdo           | 2 - 0  | Vis Pesaro    | 0 - 0  | 2 - 0 (dts) |
| Legnano          | 0 - 2  | Varese        | 0 - 0  | 0 - 2       |
| Lumezzane        | 4 - 0  | Cremapergo    | 3 - 0  | 1 - 0       |
| Nocerina         | 1 - 3  | Battipagliese | 1 - 1  | 0 - 2       |
| Novara           | 4 - 1  | Alessandria   | 3 - 0  | 1 - 1       |
| Pavia            | 5 - 4  | Lecco         | 3 - 1  | 2 - 3       |
| Pontedera        | 0 - 1  | Livorno       | 0 - 1  | 0 - 0       |
| Sandonà 1922     | 4 - 2  | Valdagno      | 3 - 2  | 1 - 0       |
| Siena            | 3 - 3  | Pistoiese     | 2 - 2  | 1 - 1       |
| Spezia           | 0 - 4  | Empoli        | 0 - 3  | 0 - 1       |
| Pro Vasto        | 3 - 0  | Nola          | 3 - 0  | 0 - 0       |

#### Terzo turno
Alle venti squadre che avevano superato il secondo turno ne furono aggregate otto che avevano preso parte alla prima fase della Coppa Italia 1994-1995. Le gare si disputarono tra il 26 ottobre e l'8 dicembre 1994.
| Squadra 1   | Totale | Squadra 2        | Andata | Ritorno     |
| ----------- | ------ | ---------------- | ------ | ----------- |
| Barletta    | 1 - 2  | Albanova         | 0 - 1  | 1 - 1       |
| Bologna     | 3 - 1  | Empoli           | 2 - 1  | 1 - 0       |
| Casarano    | 4 - 4  | Battipagliese    | 1 - 2  | 3 - 2       |
| Chieti      | 0 - 1  | Castel di Sangro | 0 - 0  | 0 - 1 (dts) |
| Fiorenzuola | 3 - 1  | Novara           | 1 - 1  | 2 - 0       |
| Gualdo      | 6 - 2  | Pro Vasto        | 5 - 1  | 1 - 1       |
| Lodigiani   | 1 - 3  | Tempio           | 1 - 0  | 0 - 3       |
| Lumezzane   | 2 - 3  | Carpi            | 1 - 1  | 1 - 2       |
| Modena      | 3 - 2  | Sandonà 1922     | 2 - 1  | 1 - 1       |
| Monza       | 3 - 3  | Varese           | 3 - 2  | 0 - 1       |
| Pavia       | 2 - 2  | Pro Sesto        | 2 - 0  | 0 - 2       |
| Pistoiese   | 1 - 3  | Livorno          | 1 - 1  | 0 - 2       |
| Ravenna     | 1 - 3  | Forlì            | 0 - 1  | 1 - 2 (dts) |
| Reggina     | 2 - 4  | Atletico Catania | 1 - 2  | 1 - 2       |

### Fase finale
Alle quattordici squadre che avevano superato le eliminatorie furono aggregate le due finaliste dei play-off promozione di Serie C1 1993-1994, che avevano preso parte alla prima fase della Coppa Italia 1994-1995.

#### Ottavi di finale
Le gare si disputarono tra l'11 gennaio ed il 12 febbraio 1995.
| Squadra 1        | Totale | Squadra 2 | Andata | Ritorno |
| ---------------- | ------ | --------- | ------ | ------- |
| Atletico Catania | 2 - 0  | Tempio    | 1 - 0  | 1 - 0   |
| Castel di Sangro | 1 - 2  | Casarano  | 0 - 1  | 1 - 1   |
| Fiorenzuola      | 1 - 2  | Gualdo    | 1 - 0  | 0 - 2   |
| Forlì            | 1 - 0  | Carpi     | 1 - 0  | 0 - 0   |
| Juve Stabia      | 2 - 0  | Albanova  | 0 - 0  | 2 - 0   |
| Livorno          | 2 - 2  | Bologna   | 2 - 2  | 0 - 0   |
| Modena           | 2 - 5  | Varese    | 2 - 3  | 0 - 2   |
| Pro Sesto        | 2 - 2  | SPAL      | 2 - 2  | 0 - 0   |

#### Quarti di finale
Le gare si disputarono tra il 22 febbraio ed il 22 marzo 1995.
| Squadra 1 | Totale | Squadra 2        | Andata | Ritorno |
| --------- | ------ | ---------------- | ------ | ------- |
| Casarano  | 2 - 0  | Bologna          | 0 - 0  | 2 - 0   |
| Forlì     | 3 - 0  | Juve Stabia      | 2 - 0  | 1 - 0   |
| SPAL      | 2 - 1  | Atletico Catania | 1 - 0  | 1 - 1   |
| Varese    | 3 - 1  | Gualdo           | 0 - 0  | 3 - 1   |

#### Semifinali
Le gare si disputarono l'11 ed il 12 aprile e il 25 aprile 1995.
| Squadra 1 | Totale | Squadra 2 | Andata | Ritorno |
| --------- | ------ | --------- | ------ | ------- |
| Forlì     | 4 - 3  | Casarano  | 3 - 0  | 1 - 3   |
| SPAL      | 2 - 2  | Varese    | 2 - 1  | 0 - 1   |

#### Finali
| Squadra 1 | Totale | Squadra 2 | Andata | Ritorno |
| --------- | ------ | --------- | ------ | ------- |
| Forlì     | 0 - 3  | Varese    | 0 - 0  | 0 - 3   |

| Arbitro: | Cardella (Torre del Greco) |

| |            | |
| Ferrari Babini Galli Prati Scotti Calderoni Galassi Angelini (69' Paggio) Gespi Salvetti (46' Belletti) Elia | Formazioni | Adami Maggioni Milani Riva Gorini (81' Bello) Modica Bonesi (71' Criscuoli) Franchi Martinelli Bolis Cavicchia |
| Cresci | Allenatori | Belluzzo |

| Arbitro: | Rossi (Ciampino) |

| |            | |
| Prati 41’ (aut.) Calderoni 54’ (aut.) Cavicchia 73’                                                                | Marcatori  | |
| Adami Milani Citterio Riva Maggioni Modica (53' Martinetti) Criscuoli Gheller Franchi (85' Bonesi) Bolis Cavicchia | Formazioni | Ferrari Babini Galli Prati Paggio Calderoni Modesti (63' Elia) Galassi Belletti Salvetti (70' Gespi) Cazzarò |
| Belluzzo | Allenatori | Cresci |